# Boljevac
 Ovo je glavno značenje pojma Boljevac. Za druga značenja pogledajte Boljevac (razdvojba).
Boljevac (srpski: Бољевац) je grad u Zaječarskom okrugu u Srbiji.  Središte je općine Boljevac.
Po popisu iz 2002. grad je imao 3.784.
Nacionalni sastav je sljedeći:
- Srbi 3.177 (83,95%)
- Vlasi 209 	(5,52%)
- Romi 157 	(4,14%)

## Znamenite ličnosti
- Boban Marjanović, košarkaš